# Marta Meyer-Salzmann
Marta Meyer-Salzmann (* 24. Juni 1913 in Grünenmatt; † 21. April 2006 in Zürich) war eine Schweizer Autorin medizinhistorischer Bücher.

## Leben
Marta Meyer-Salzmann besuchte die Primarschule und bildete sich durch Selbststudium und Fernkurse weiter. 1943 heiratete sie den ETH-Ingenieur Hans G. Meyer und zog nach Zürich. Früh entwickelte sie ein Interesse für Geschichte, insbesondere für Medizingeschichte. Ab 1947 stand sie in engem Kontakt zum medizinhistorischen Institut der Universität Zürich. Aufgrund ihrer Emmentaler Herkunft und medizinhistorischer Studien begann sie sich für den «Wunderdoktor» Michel Schüppach (1701–1781) zu interessieren und publizierte über ihn und seine Zeit.
Sie war Mitarbeiterin des Historischen Lexikons der Schweiz und Autorin von zahlreichen Artikeln dieses Lexikons.

## Auszeichnungen
- 1981: Ehrendoktorwürde Dr. med. h.c. der Medizinischen Fakultät der Universität Bern[4].

## Werke
- Volksmedizin im 18. Jahrhundert. In: Berner Zeitschrift für Geschichte und Heimatkunde 22 (1960), S. 131–146 (Digitalisat in E-Periodica).
- Michel Schüppach, der Wunderdoktor, 1707–1781. Baumgartner, Burgdorf 1965. Sonderabdruck aus: Burgdorfer Jahrbuch 32 (1965), S. 11–88.
- Geschichte der Medizin im Emmental. Festschrift zum 100jährigen Jubiläum des Bezirksspitals in Sumiswald. Bezirksspital, Sumiswald 1979.
- Michel Schüppach, 1707–1781: ein Höhepunkt handwerklicher Heilkunst. Haupt, Bern 1981, ISBN 3-258-02974-1.
- Langenthaler Handwerksärzte und Apotheker im 18. Jahrhundert und ein Blick ins 19. Jahrhundert. Stiftung zur Förderung wissenschaftlich-heimatkundlicher Forschung über Dorf und Gemeinde Langenthal, Langenthal 1984. (Langenthaler Heimatblätter. Sondernummer; 1984).
- Berner Landärzte in den 100 Jahren vor der Gründung der Universität Bern. In: 175 [Hundertfünfundsiebzig] Jahre Ärztegesellschaft des Kantons Bern. Festschrift. Mit Beiträgen von Max Pierre König und Marta Meyer-Salzmann. Huber, Bern 1985.[5]
- Frühe Medizin in der Schweiz: von der Urzeit bis 1500. Sauerländer, Aarau [etc.] 1989, 3-7941-3116-9.[6]
- Querschnitt durch die Pharmazie des 19. Jahrhunderts in der Schweiz. 1990. (Sonderdruck aus: François Ledermann (Hg.): Pharmazie im Umbruch.  Die Schweizer Apotheker im 19. Jahrhundert. Juris, Zürich 1990, S. 97–120).
- Robert Stuker, 1863–1940: das Emmental und Griechenland. Prinzenerzieher am Königshof in Athen, Freund und Berater grosser Herrscher. Juris, Dietikon 1996, ISBN 3-260-05399-9.
- Aus der Geschichte von Ärzten und ihren Einkommen von frührömischer Zeit bis 1900 in der Schweiz. Zürich 1996. (Typoskript).